# Scaptomyza recta
Scaptomyza recta är en tvåvingeart som beskrevs av Hardy 1965. Scaptomyza recta ingår i släktet Scaptomyza och familjen daggflugor. Inga underarter finns listade i Catalogue of Life.